# Joost van Bellen
Joost van Bellen (Leiden, 4 januari 1962) is een prominente diskjockey en party-organisator in Nederland. Hij stond aan de wieg van de house-muziekstijl in Nederland. 

## Loopbaan
Van Bellen was resident-dj (1987-1999) en artistiek leider (1991-1996) in de RoXY te Amsterdam en maakte, samen met anderen, deze discotheek tot een icoon van het Nederlands uitgaansleven. Hij was initiator van feestavonden als 'Speedfreax' en ´RAUW´, alsook van 90's acid-feesten als het 'Oud Hollandsch Acid Feest' (OHAF), Fucque les Balles, en Original Warehouse Acid Party (OWAP).
Naast de RoXY, draaide hij in de jaren negentig ook in Club Stalker in Haarlem.
Van Bellen was tot 2010 eigenaar van het organisatiebedrijf ´Veel Meubel Stukken BV´.